# Andrzej Mikulski (fotograf)
Andrzej Mikulski (ur. 30 listopada 1983 w Łęcznej) – polski artysta fotograf, uhonorowany tytułami Artiste FIAP (AFIAP), Excellence FIAP (EFIAP). Członek rzeczywisty i Artysta Fotoklubu Rzeczypospolitej Polskiej (AFRP). Członek Lubelskiego Towarzystwa Fotograficznego im. Edwarda Hartwiga.

## Życiorys
Andrzej Mikulski związany z lubelskim środowiskiem fotograficznym (Studium Fotografii – Lubelska Szkoła Fotografii), mieszka i tworzy w Łęcznej – fotografuje od początku lat 90. XX wieku. Miejsce szczególne w jego twórczości zajmuje fotografia portretowa, fotografia reportażowa, fotografia społeczna. Jako fotoreporter współpracuje z Magazynem Lubelskim LAJF. 
Andrzej Mikulski jest autorem i współautorem wielu wystaw fotograficznych; indywidualnych, zbiorowych, pokonkursowych – w Polsce i za granicą. Od 2015 aktywnie uczestniczy m.in. w Międzynarodowych Salonach Fotograficznych, organizowanych (m.in.) pod patronatem FIAP, zdobywając wiele akceptacji, medali, nagród, wyróżnień, dyplomów, listów gratulacyjnych. W 2018 został przyjęty w poczet członków rzeczywistych Fotoklubu Rzeczypospolitej Polskiej Stowarzyszenia Twórców (legitymacja nr 426). 
W 2018 roku został uhonorowany Medalem „Za Zasługi dla Fotografii Polskiej” – odznaczeniem przyznawanym przez Kapitułę Fotoklubu Rzeczypospolitej Polskiej Stowarzyszenia Twórców – w 100. rocznicę odzyskania przez Polskę niepodległości. W 2018 został uhonorowany tytułem Artiste FIAP (AFIAP), w 2019 tytułem Excellence FIAP (EFIAP) – tytułami przyznanymi przez Międzynarodową Federację Sztuki Fotograficznej FIAP.

## Odznaczenia
- Medal „Za Zasługi dla Fotografii Polskiej” (2018)[16]